# Carlo De Albertis
Carlo De Albertis (Genova, 20 luglio 1892 – ...) è stato un calciatore italiano, di ruolo difensore.

## Carriera
Impiegato nella squadra riserve del Genoa sin dal 1909, De Albertis esordisce in prima quadra nella stagione 1912-1913.
L'esordio avviene il 3 novembre 1912, nella vittoria esterna per tre a due contro l'Inter.
Al termine della stagione, nella quale collezionò dieci presenze con i grifoni rossoblu e si piazzò secondo alle spalle dei campioni della Pro Vercelli, lasciò il club genovese.